# 米德爾堡 (馬里蘭州華盛頓縣)
米德爾堡（英語：Middleburg）是位於美國馬里蘭州華盛頓縣的一個普查規定居民點。

## 人口
根據2020年美國人口普查的數據，米德爾堡的面積為0.25平方千米，當中陸地面積為0.25平方千米，而水域面積為0.00平方千米。當地共有人口73人，而人口密度為每平方千米292人。